# Лисенков, Евгений Григорьевич
Евге́ний Гри́горьевич Лисе́нков (15 (28) ноября 1885, Санкт-Петербург (или Харьков) — 4 октября 1954, Ленинград) — русский советский историк искусства, художник и поэт. 

## Биография
Е. Г. Лисенков происходит из старинной русской дворянской семьи. Его прапрадед Андрей Фёдорович Лисенков — участник Отечественной войны 1812 года и сражения при Бородине, а отец, Григорий Иванович, был членом совета министра земледелия. Е. Г. Лисенков окончил Императорское училище правоведения в 1905 году, работал делопроизводителем в Государственной канцелярии, и в свободное время изучал самостоятельно историю искусства по книгам и в музеях. В 1909–1916 годах по приглашению П. П. Вейнера сотрудничал в журнале «Старые годы».
Лисенков был членом Кружка любителей русских изящных изданий. В 1917 году, за несколько месяцев до начала революции, стал сотрудником Эрмитажа. В 1930 году сменил Г. С. Верейского в должности заведующего отдела гравюр и проработал в этом качестве до конца жизни. Лисенков читал лекции об искусстве графики на историко-филологическом факультете Университета и в Российском Институте истории искусств в Петрограде. Автор книги об английском искусстве XVIII века.
Умер 4 октября 1954 года в Ленинграде.